# Osrednja Anatolija, Turčija
Osrednja Anatolija je pokrajina v Turčiji, ki se nahaja v osrednji Anatoliji. 

## Province
- Aksaray (provinca)
- Ankara (provinca)
- Çankırı (provinca)
- Eskişehir (provinca)
- Karaman (provinca)
- Kayseri (provinca)
- Kırıkkale (provinca)
- Kırşehir (provinca)
- Konya (provinca)
- Nevşehir (provinca)
- Niğde (provinca)
- Sivas (provinca)
- Yozgat (provinca)